# Ухейилюй
Люйкеданьцзи (Dongxiang Lukedanji, 东乡绿壳蛋鸡)  — це м'ясо-яєчна порода курей з Китаю, з чорним м'ясом, кольором шкіри та зеленими яйцями.
Назва "Ухеїлюй" поширена на пострадянському просторі, проте немає жодних підтверджень, що вона є достовірною, і немає жодних джерел її походження, окрім містифікованих розповідей. В китайській мові немає подібної назви, натомість назва "Люйкеданьцзи " використовується і в китайській мові, і англомовною спільнотою.

## Історія
З давніх часів в Китаї цей птах цінується за цілющі властивості чорного м'яса і смачне і корисне яйце з величезним жовтком. Колись цих невеликих птахів називали Чорними Ельфами.
Донедавна ця порода була на грані зникнення і зберігалася в поодиноких господарствах в південних гірських районах Китаю.
Після 10 років роботи по відновленню дана порода зміцнилася і здобула стандарт. Результат аналізу крові, проведеного в Інституті Генетики при Китайській Академії Наук показав, що порода курей Ухейілюй містить в собі унікальний набір генів.
Дана порода включена в генофонд Китаю і є на даний момент становлять національне надбання. Чистопородні лінії беруть участь в створенні високопродуктивних промислових гібридів, які несуть зелене яйце.

## Опис і характеристика
Кури породи Ухейилюй мають оперення чорного кольору з зеленим відливом.
Гребінь листоподібний, від темно бордового до червоного кольору.
Очі великі круглі темного кольору.
Несуть яйця із зеленою шкаралупою.

### Продуктивність
Птах яєчного типу з невеликим тулубом "V"-подібної форми. Вага півня 1.4 - 1.8 кг, курей 1.1 1.4. Несучість 160-180 яєць в рік. Вага яйця 40 гр.